# Gornja Šušaja
Gornja Šušaja (en serbe cyrillique : Горња Шушаја) est un village de Serbie situé dans la municipalité de Preševo, district de Pčinja. En 2002, il comptait 101 habitants, tous albanais.
En septembre 2011, l'assemblée des députés albanais de Preševo, Bujanovac et Medveđa a incité les Albanais de Serbie à boycotter le recensement prévu pour le mois d'octobre de cette année-là ; de ce fait, aucun chiffre de population n'a été communiqué pour les localités de la municipalité de Preševo.

## Démographie
| 1948 | 1953 | 1961 | 1971 | 1981 | 1991 | 2002 |
| ---- | ---- | ---- | ---- | ---- | ---- | ---- |
| 72   | 67   | 93   | 124  | 101  | 130  | 101  |

|  |